# Демократический альянс (Албания)
Партия Демократический альянс (алб. Partia Aleanca Demokratike, PAD) — либерально-центристская политическая партия Албании.
Партию создали в 1992 Неритан Цека, Преч Зогай и группа бывших членов Демократической партии Албании, недовольных автократическими методами управления президента Сали Бериши. Представители партии вошли в социалистическое правительство, сформированное в 1997. В июне 2001 партия завоевала на парламентских выборах 2,4% голосов и три места. Партия продолжила своё участие в правительстве до 2005. На последних выборах в июле 2005 Партия Демократический альянс сохранила места в парламенте, но их партнёры-социалисты уступили первое место Демократической партии Албании.